# Photedes junci
Photedes junci là một loài bướm đêm trong họ Noctuidae.